# Ootje Oxenaar
Robert Deodaat Emile (Ootje) Oxenaar (Den Haag, 7 oktober 1929 – Plymouth (Massachusetts), 13 juni 2017) was een Nederlandse graficus en hoogleraar. Hij is met name bekend als ontwerper van twee vernieuwende series bankbiljetten voor de Nederlandse gulden en verschillende postzegels. Hij was de jongere broer van museumdirecteur Rudi Oxenaar (1925-2005).

## Loopbaan
Ootje Oxenaar studeerde beeldende kunst aan de Koninklijke Academie van Beeldende Kunsten. Hij was van 1966 tot 1985 als ontwerper werkzaam voor de Nederlandsche Bank, waar hij twee series bankbiljetten ontwierp.
De  tweede erflaters-serie met figuren uit de vaderlandse geschiedenis: 
- Joost van den Vondel (5 gulden, eerste versie uit 1966 en een nieuw ontwerp uit 1973),
- Frans Hals (10 gulden)[1],
- Jan Pieterszoon Sweelinck (25 gulden),
- Michiel de Ruyter (100 gulden),
- Baruch Spinoza (1000 gulden).

De biljetten waren onderscheidend daarom dat de afgebeelde gezichten er enigszins cartoonachtig uitzagen.
Hierna ontwierp hij een revolutionaire serie biljetten zonder portretten: 
- de Zonnebloem (50 gulden),
- de Snip (100 gulden),
- de vuurtoren van Haamstede (250 gulden).

Voor deze serie werkte hij samen met Hans Kruit en gebruikte hij diverse nieuwe grafische technieken. De biljetten van 50 en 250 waren verticaal vormgegeven.
Oxenaar stond erop dat hij inzage kreeg in alle beveiligingstechnieken die drukker Joh. Enschedé zou gebruiken, om te voorkomen dat zijn ontwerpen tijdens de productie zouden worden aangepast. Dat was met zijn eerste bankbiljet gebeurd, het vijfguldenbiljet uit 1966. Oxenaar gebruikte de beveiligingskenmerken als integraal onderdeel van het design.
Oxenaar is ook de bedenker geweest van het gebruik van felle kleuren van bankbiljetten, waarbij iedere coupure een eigen kleur heeft, waardoor ze makkelijk van elkaar te onderscheiden zijn. Hij maakte daarbij graag de vergelijking met monopolygeld waarbij de kleuren ook onderscheidend zijn. Dit principe is voortgezet bij de euro met eigen formaat per coupure.

### Docent- en directeurschap
Oxenaar was van 1979 tot 1991 buitengewoon hoogleraar visuele communicatie aan de (inter)faculteit industrieel ontwerpen van de TU Delft. Van 1970 tot 1994 was hij in dienst bij de Dienst voor Esthetische Vormgeving van de PTT, eerst als adjunct-directeur en vanaf 1976 als directeur. De DEV was onder meer verantwoordelijk voor de ontwikkeling en handhaving van de huisstijl van het bedrijf. Als directeur had Oxenaar een aanzienlijke invloed op het artistieke en esthetische beleid van de PTT. Daarnaast maakte hij ook zelf nog ontwerpen voor postzegels, in enkele gevallen als 'nood-emissie', wanneer het door omstandigheden niet (of niet op tijd) meer mogelijk was die door middel van een externe opdracht te laten maken.
Hij is als docent 'Commercieel en overheidsdrukwerk' verbonden geweest aan het Plantijn Genootschap, Hoger Instituut voor Grafische kunsten te Antwerpen.
Oxenaar verhuisde in 2000 naar Rhode Island in de Verenigde Staten en verhuisde later naar Massachusetts (eerst nabij Boston) later naar Plymouth , waar hij op 13 juni 2017 overleed.

## Wetenswaardigheden
In de biljetten werden diverse gegevens uit het privéleven van Oxenaar verwerkt. Zo is in het vuurtorenbiljet voor het watermerk een afbeelding van het konijntje van zijn vriendin gebruikt. Op het biljet van 1000 gulden van Baruch de Spinoza is zijn vingerafdruk verwerkt. Op het 5 guldenbiljet staat Oxenaars roepnaam Ootje vermeld, in de fries van de afgebeelde tempel op de achterzijde.